# Ardisia castaneifolia
Ardisia castaneifolia är en viveväxtart som beskrevs av Carl Christian Mez. Ardisia castaneifolia ingår i släktet Ardisia och familjen viveväxter. Inga underarter finns listade i Catalogue of Life.